# 吉川幸枝
吉川 幸枝（よしかわ さちえ、1935年9月21日 - ）は、日本の実業家。株式会社よし川代表取締役社長。
ほんものおんな塾主催。
愛称は､「歩く百億円」。

## 略歴
愛知県出身。13人兄弟の末っ子として生まれた。５歳の頃に父親を亡くし、賃料を払えず自宅を追い出され、母と二人で、布団,火鉢,梅干しの壺だけをリヤカーに乗せて田舎から名古屋へ向かった。その後は、母と住み込みで働きながら学校へ通った。愛知県立旭丘高等学校卒業。20代半ばで不動産会社の代表となった｡現在のマンションという呼び名は当時日本になかったが、吉川が不動産会社時代に賃貸住宅を、アメリカの豪邸を意味する「マンション」と名付けたのが最初であるとも言われるが、定かでは無い。
その後、ファッション業界､飲食業界にも参入。
1974年には、株式会社よし川を設立し､現在に至る。

## 出演
- 昭和以前は省略

### 国内テレビ
- 午後は○○おもいッきりテレビ（日本テレビ、1989年1月17日）
- 日本の社長（テレビ朝日、1989年3月8日）
- モーニングEye（TBSテレビ、1991年9月10日）
- 平成サクセス物語（毎日放送、1992年4月2日）
- 人間探研究（朝日テレビ、同年11月4日）
- クイズところ変れば!?（テレビ東京、同年11月13日・2000年9月22日）
- ルックルックこんにちは（日本テレビ、1992年12月25日）
- 水曜特バン!（テレビ朝日、1994年1月26日）
- ザ・ワイド（日本テレビ、同年11月17日・1995年7月14日）
- 3時ヨこい!（フジテレビ、1995年9月4日）
- コケコッコー（名古屋テレビ、1996年6月10日・1967年4月6日・2000年11月20日）
- いきなり!黄金伝説。（テレビ朝日、2001年1月15日）
- 女の最前線（関西テレビ、同年4月10日）
- 情報プレゼンター とくダネ!（フジテレビ、2001年7月24日）
- FNNスーパーニュース（フジテレビ）
- ¥マネーの虎（日本テレビ、2001年 - 2003年間､レギュラー出演）
- スーパーJチャンネル（テレビ朝日、2002年・2003年・2013年）
- たかじん胸いっぱい（関西テレビ、2002年7月6日）
- 中居正広の金曜日のスマイルたちへ（TBSテレビ、2003年10月に2回、2019年4月26日）
- 愛と誠（テレビ東京）
- 徳光和夫の情報スピリッツ（テレビ東京）
- ぱぴひる!（TBSテレビ、2004年6月8日、9月3日）
- ぴったんこカン・カン（TBSテレビ）
- メレンゲの気持ち（日本テレビ、2006年8月）
- ワイド!スクランブル（同年8月29日）
- 志村&所の戦うお正月（テレビ朝日、2007年1月1日）
- 太田光の私が総理大臣になったら…秘書田中。（日本テレビ2009年 - 2010年間6回）
- ひみつの嵐ちゃん!（TBSテレビ、2011年2月10日）
- ゴレンタン（フジテレビ、同年5月）
- 踊る!さんま御殿!!（日本テレビ同年11月22日）
- 情報ライブ ミヤネ屋（読売テレビ、2012年4月17日）
- ここだけバブル!芸能人の派手な領収書ダービー（TBSテレビ、同年9月16日）
- 私の何がイケないの?（TBSテレビ、同年12月1日・2013年7月8日）
- ペケ×ポン（フジテレビ、2013年1月 - 10月8回）
- ゴゴスマ -GO GO!Smile!-（TBSテレビ、同年6月21日）
- 偉大なる創業バカ一代（2018年1月28日、AbemaTV）[5]

### 国外テレビ
- SBS地球本色（韓国、ソウル放送、2002年12月23日）[6]

### 雑誌掲載
- 2012年
  - 週刊現代（講談社、10月6日号）
  - 女性セブン（小学館、8月30日号）
- 2010年
  - FLASH（光文社）
- 2008年
  - 週刊朝日（朝日新聞社）
  - 女性セブン（小学館）
  - 朝日新聞（朝日新聞社、夕刊）
  - 女性自身（光文社）
- 2005年
  - 女性セブン（小学館）
  - 大人のための生活提案マガジン（サンデー毎日、春号）
  - saita（芝パーク出版、7月号）
  - AERA（朝日新聞社）
  - GiRLPOP（ソニー・マガジンズ）
- 2004年
  - 女性セブン（小学館）
  - FLASH（光文社）
- 2003年
  - 女性セブン（小学館）
- 2002年
  - 小学三年生（小学館）

## 著書
- しあわせ色で見ればみんな幸せ（世界文化社、1987年。ISBN 978-4418875016）
- 仕事のできる女は料理がうまい（主婦と生活社、1995年。ISBN 978-4391117400）
- お金持ちになれる吉川流スーパー料理術（主婦と生活社、2003年。ISBN 978-4391127140）
- 人生は80歳からがおもしろい（アスコム、2023年。ISBN 978-4776212799）